# Euphorbia gaillardotii
Euphorbia gaillardotii es una especie fanerógama perteneciente a la familia de las euforbiáceas.  Es originaria del este de la región mediterránea hasta Irán.

## Taxonomía
Euphorbia gaillardotii fue descrita por Boiss. & Blanche y publicado en Diagnoses Plantarum Orientalium Novarum, ser. 2, 4: 84. 1859.
Etimología
Euphorbia: nombre genérico que deriva del médico griego del rey Juba II de Mauritania (52 a 50 a. C. - 23), Euphorbus, en su honor – o en alusión a su gran vientre –  ya que usaba médicamente Euphorbia resinifera. En 1753 Carlos Linneo asignó el nombre a todo el género.
gaillardotii: epíteto otorgado  en honor del médico y naturalista francés Joseph Arnaud Charles Gaillardot (1814-1883), quien recolectó plantas en Egipto y Próximo Oriente.
Sinonimia
- Euphorbia guestii Blakelock
- Tithymalus gaillardotii (Boiss. & Blanche) Klotzsch & Garcke
- Tithymalus guestii (Blakelock) Soják[6][1]